# Tito Quinzio Cincinnato Capitolino
Tito Quinzio Cincinnato Capitolino (in latino Titus Quinctius Cincinnatus Capitolinus; fl. IV secolo a.C.) è stato un politico romano del IV secolo a.C. appartenente alla Gens Quintia.

## Primo tribunato consolare
Nel 388 a.C. fu eletto tribuno consolare con Quinto Servilio Fidenate, Lucio Giulio Iullo, Lucio Lucrezio Tricipitino Flavo, Lucio Aquilio Corvo e Servio Sulpicio Rufo.
I tribuni guidarono i romani in una serie di razzie nei territori degli Equi e in quelli di Tarquinia, dove presero con la forza Cortuosa e Contenebra, che furono saccheggiate.
Intanto a Roma i tribuni della plebe cercarono di portare la discussione sulla suddivisione dell'agro pontino, strappato ai Volsci l'anno precedente.

## Magister Equitum
Nel 385 a.C. il Senato nominò Aulo Cornelio Cosso dittatore, per far fronte all'ennesima minaccia portata a Roma dai Volsci e ai possibili disordini interni, dovuti alle richieste della plebe, portate avanti da Marco Manlio Capitolino. Tito Quinzio, già tribuno consolare, partecipò come magister equitum alla guerra contro i Volsci.

## Secondo tribunato consolare
Nel 384 a.C. fu eletto tribuno consolare Marco Furio Camillo, Gaio Papirio Crasso, Publio Valerio Potito Publicola, Servio Sulpicio Rufo e Servio Cornelio Maluginense.
Tutto l'anno fu segnato dalla vicenda del processo condotto contro Marco Manlio Capitolino, conclusasi con la sua condanna a morte.

## Dittatura

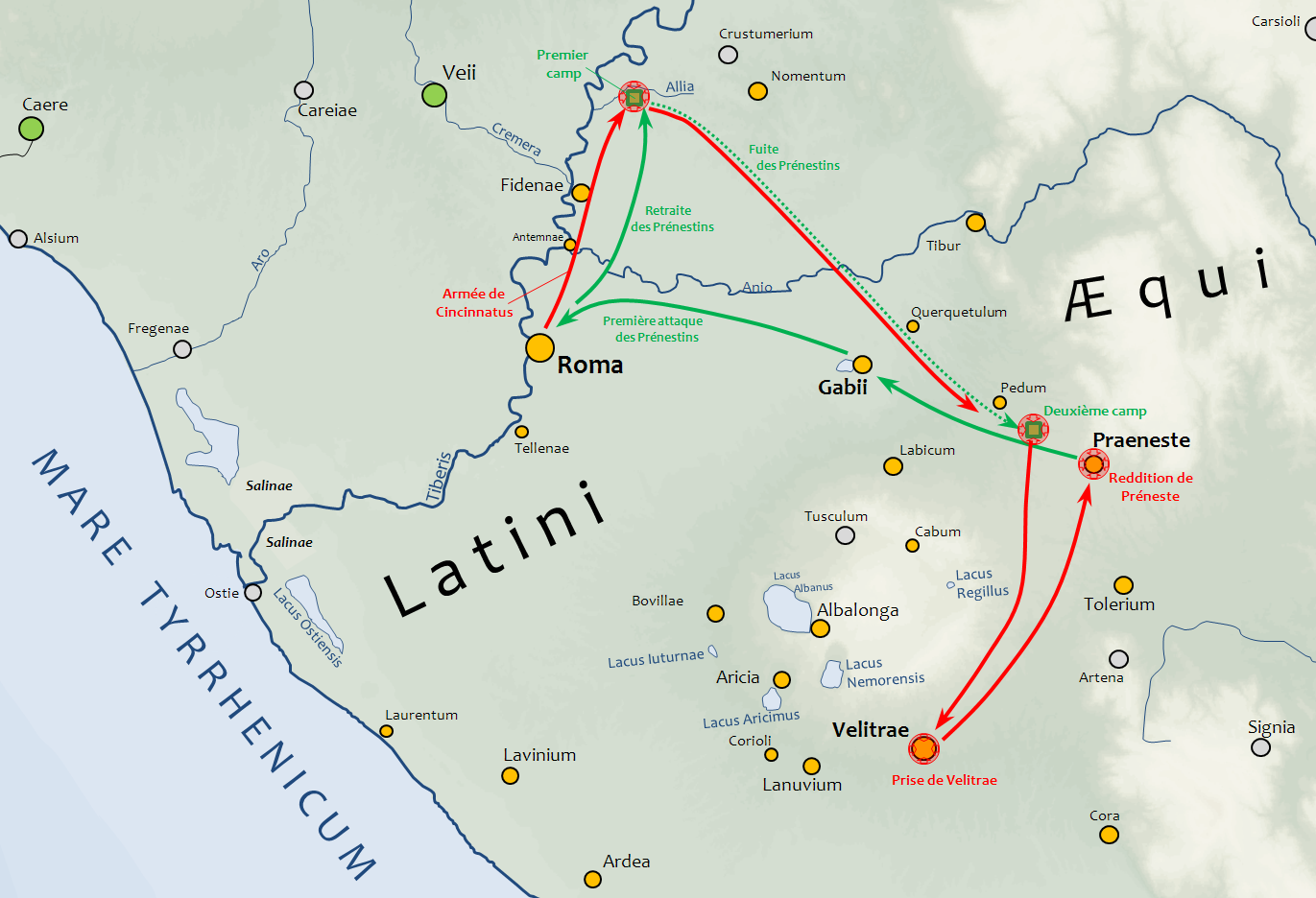
Mappa delle campagne militari contro Preneste e Velletri da parte di Cincinnato Capitolino durante la sua dittatura

Nel 380 a.C., tribuni consolari con Servio Cornelio Maluginense, Gneo Sergio Fidenate Cosso, Licinio Menenio Lanato, Lucio Valerio Publicola e Publio Valerio Potito Publicola fu nominato dittatore, per fronteggiare gli abitanti di Preneste, che erano arrivati fin sotto porta Collina.
Tito Quinzio nominò Aulo Sempronio Atratino magister equitum. I Romani si scontrarono contro i Prenestini vicino al fiume Allia, dove i romani erano stati sconfitti dai Galli di Brenno nell'omonima battaglia. Questa volta i romani ebbero la meglio, mettendo in rotta i Prenestini, che si rifugiarono nella loro città.
Tito Quinzio, dopo aver conquistato le 8 città che si trovavano sotto il dominio di Preneste, ed anche Velletri, costrinse alla resa i Prenesti. Per questi successi, Tito Quinzio poté celebrare il trionfo a Roma.